# Florencia (ort i Colombia, Cauca, lat 1,68, long -77,07)
Florencia är en ort i Colombia.   Den ligger i departementet Cauca, i den sydvästra delen av landet, 500 km sydväst om huvudstaden Bogotá. Florencia ligger 1 611 meter över havet och antalet invånare är 1 467.
Terrängen runt Florencia är kuperad åt nordväst, men åt sydost är den bergig. Terrängen runt Florencia sluttar västerut. Runt Florencia är det tätbefolkat, med 266 invånare per kvadratkilometer. Närmaste större samhälle är San Pablo, 6,7 km öster om Florencia. Omgivningarna runt Florencia är en mosaik av jordbruksmark och naturlig växtlighet.